# مدفع الساعة التاسعة

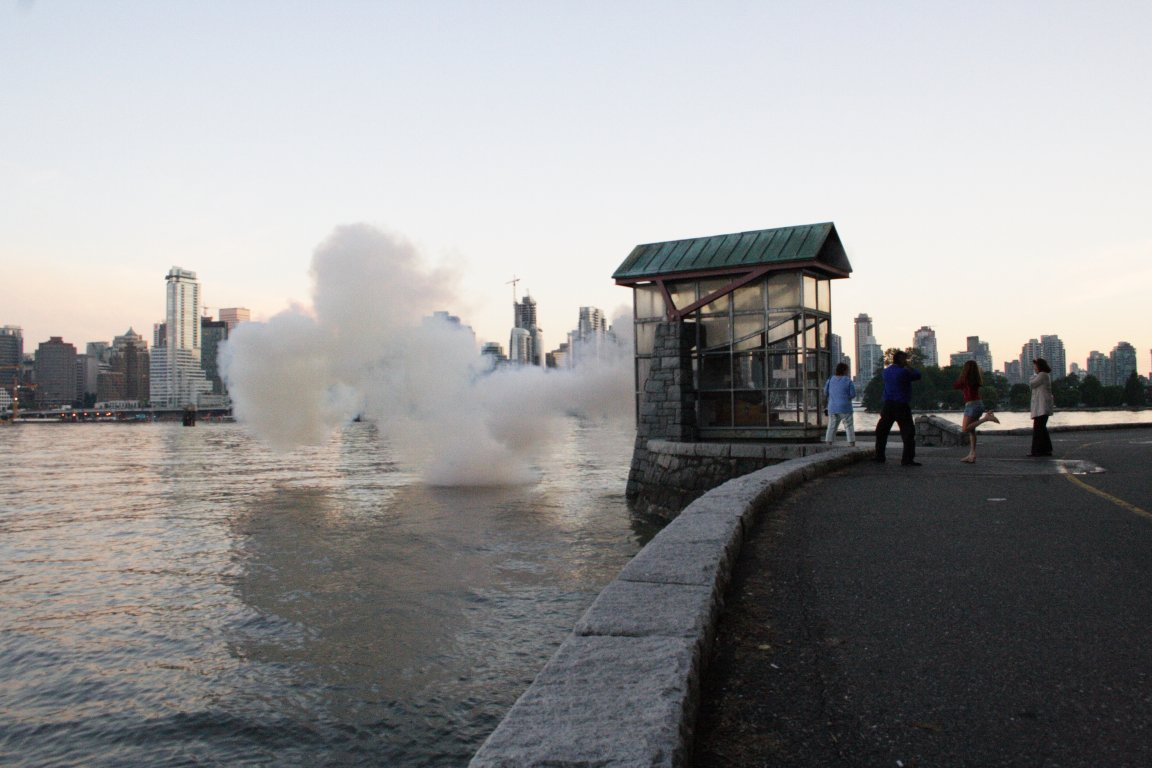
إطلاق النار من مدفع الساعة التاسعة في حزيران 2006

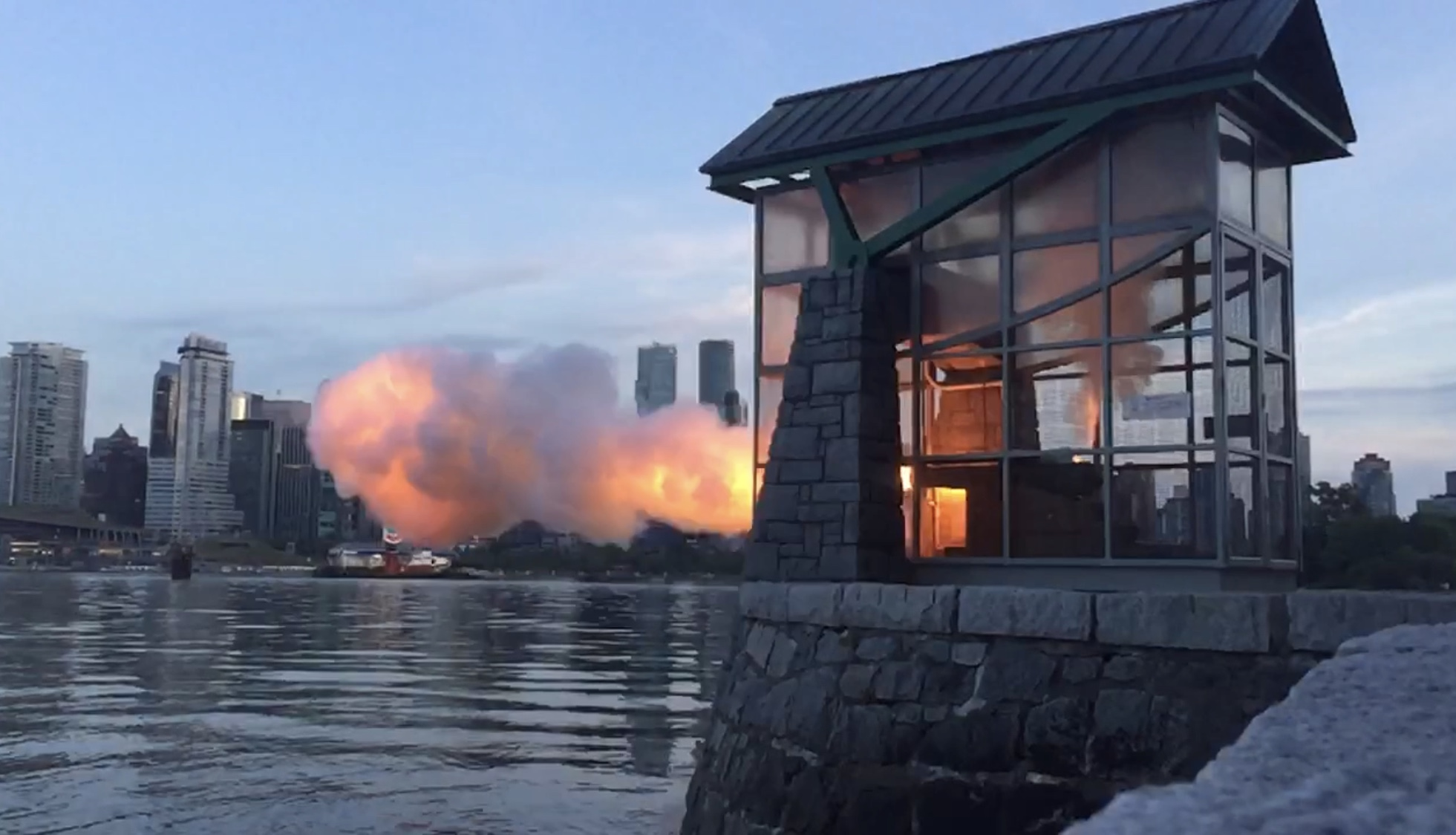
إطلاق النار من مدفع التاسعة في أيار 2017

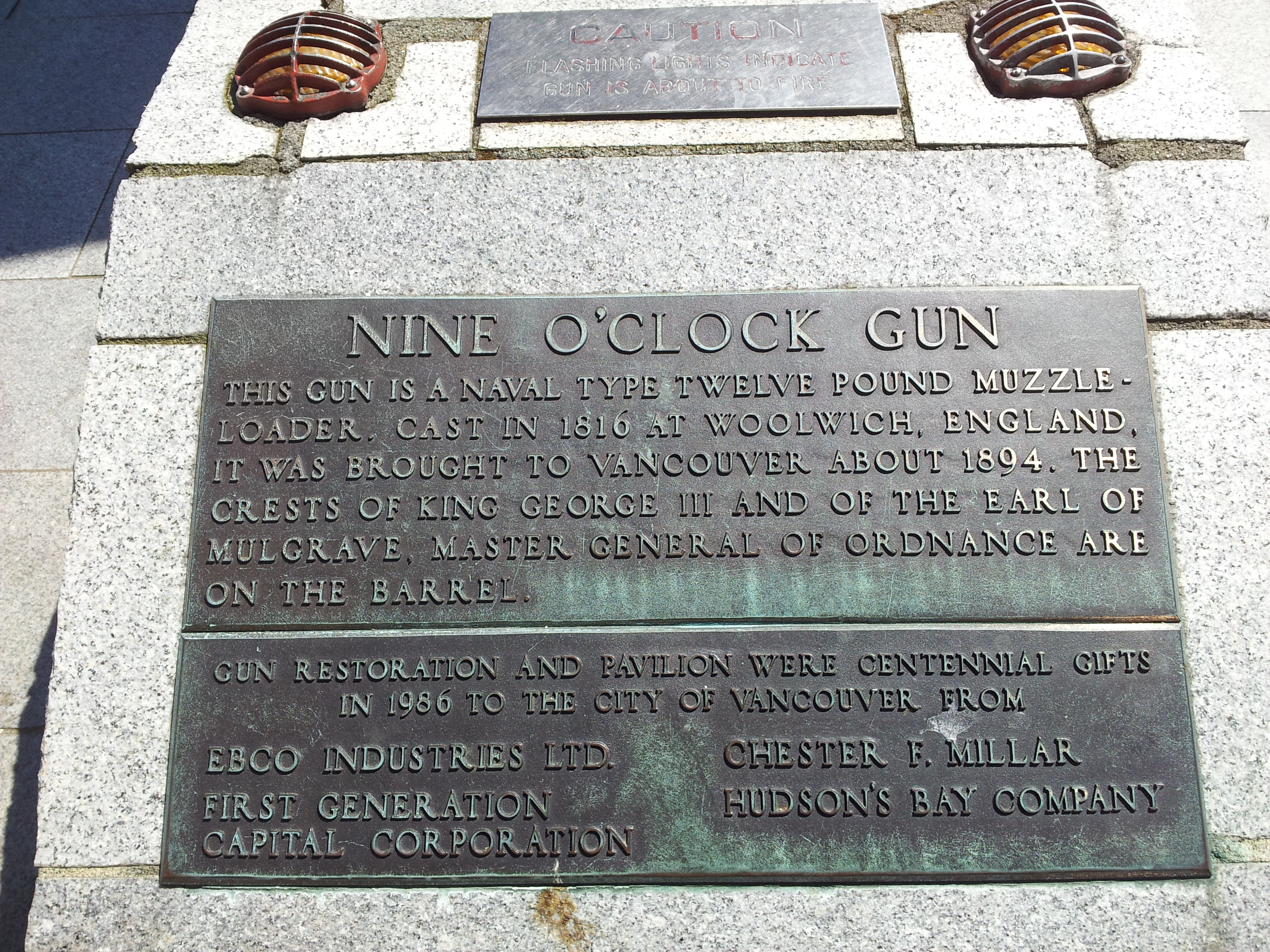
لوحة مدفع الساعة التاسعة.

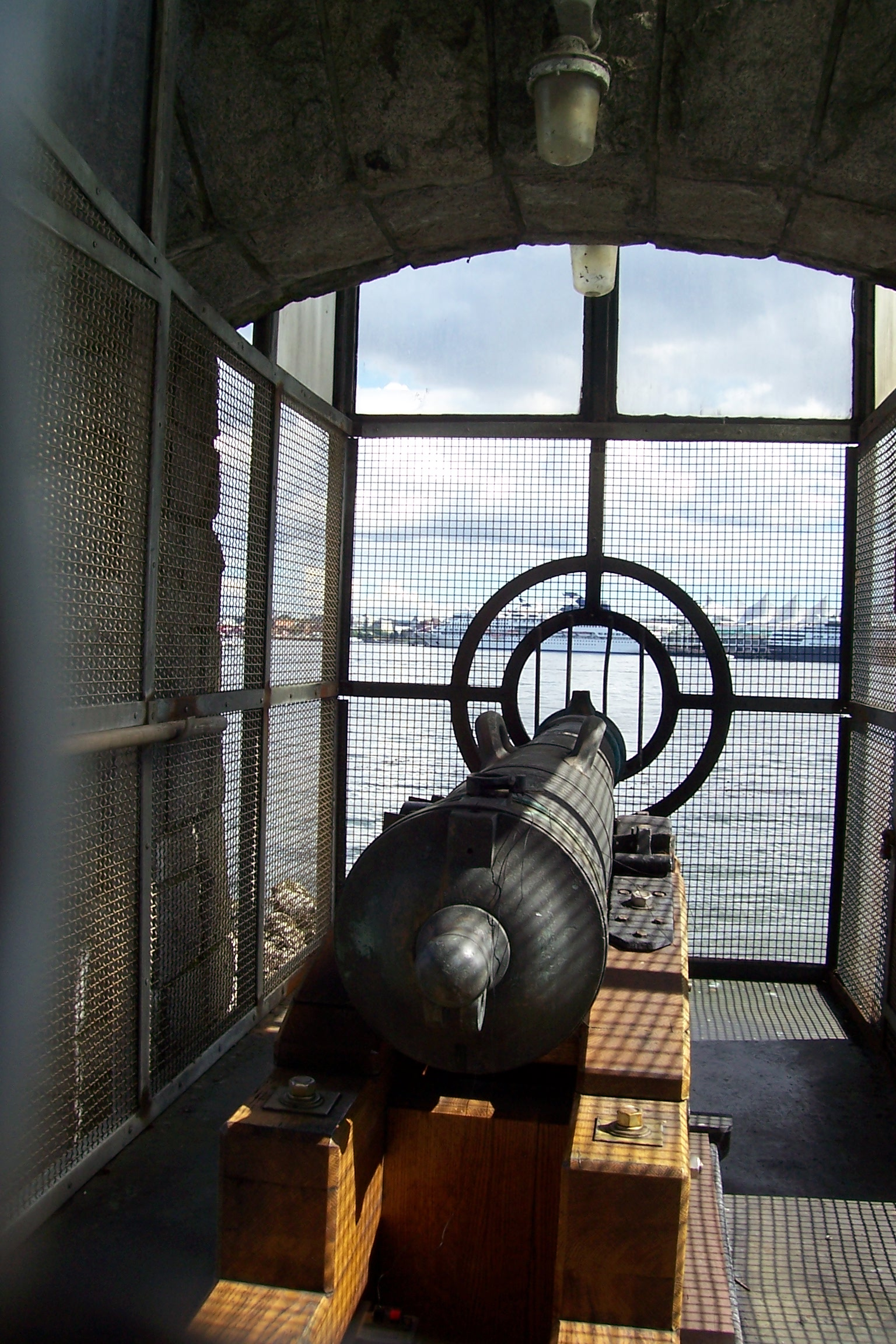
صورة قريبة للمدفع

مدفع الساعة التاسعة (بالإنجليزية: 9 O'clock Gun)‏ هو مدفع يقع في مدينة فانكوفر، كولومبيا البريطانية-كندا، حيث يتم إطلاق طلقة منه كل ليلة في تمام الساعة التاسعة حسب توقيت منطقة المحيط الهادئ. منذ وقت تشكيل المدفع، وُضع على فوهة المدفع حاشية التاج الخاصة بكل من جورج الثالث ملك المملكة المتحدة وهنري فيبس، أول إيرل لمولغراف والجنرال العام للقوات المسلحة.
يزن المدفع تقريبا 5 كيلوغرامات، وهو مدفع بحري يتم تلقينه من ماسورته، تم تشكيله في ولويتش، إنكلترا في عام 1816. في عام1894 أي بعد 78 سنة من صنعه، تم جلبه إلى حديقة ستانلي من قبل قسم البحرية والصيد لتحذير الصيادين بوقت انتهاء فترة الصيد المحددة يوم الأحد الساعة السادسة مساءً.
في ظُهر الخامس عشر من شهر تشرين الأول\أكتوبر من عام 1899، في حديقة ستانلي تم إطلاق أول طلقة من المدفع. وقت إطلاق النار من المدفع في التاسعة مساءاً تم الإعلان عنه كمؤشر زمني للعامة ولضبط الكرونومتر الخاص بسفن الميناء بشكل دقيق. اعتاد حارس منارة بروكتون بوينت، ويليام جونز -قبل أن يتم تركيب المدفع- أن يرمي أصبع ديناميت فوق الماء.أما الآن فيتم تشغيل المدفع أتوماتيكياً بوساطة زناد إلكتروني تم تركيبه من قِبَل قسم إلكترونيات باركس بورد، ومازال يُلقَّن يومياً بمسحوق البارود، حيث يتم إطفاء الأضواء الفلورية الموزعة فوق المدفع قبل إطلاق النار منه بعشر ثواني ثم يُعاد إشعالها بعد الإطلاق بثوان معدودة.
تم توقيف مدفع الساعة التاسعة عن العمل على الأقل سبع مرات، إحدى تلك المرات كانت ضمن الحرب العالمية الثانية، ومرة في عام 1969 حين تمت سرقته من قبل طلاب الهندسة في جامعة كولومبيا البريطانية حتى تم دفع فدية لمشفى أطفال كولومبيا البريطانية حيث تم بعدها وضع سياج من الحجارة والمعدن حول المدفع، وأيضا في عام 2007 خلال إضراب عن العمل، وفي عام 2008 حين لوَّنه بالأحمر طالب هندسة من جامعة كولوبيا البريطانية، لم يتم إطلاق النار منه في الأيام: 20 أيار\مايو 2011، 22 تموز\يوليو 2017، 26 تموز\يوليو 2017.
تم تخزين وإيواء المدفع بمقصورة جديدة صممها المهندس المعماري جورج هنريكز في عام 1986 و تم تقديمها كهدية بمناسبة الذكرى المئوية للمدينة من قبل كل من: شركة إيبكو، تشيستر ميلر، فيرست جينيريشن كابيتل وشركة خليج هدسون.
فيما مضى كانت محطة الوقود العائمة التابعة لشركة ESSO (شركة نفطية أميريكية) ترسو بشكل دائم بمحاذاة المدفع ومرة واحدة على الأقل يقوم شخص ما برمي الحجارة من الشاطئ أسفل المدفع بإتجاه فوهة المدفع حتى ثُقب حرف 'O' في اللوحة المضيئة فوق البارجة.حتى أنهم اضطرّوا لإزاحتها قليلا بعد هذه الحادثة.
في ظهر يوم 1 تموز\يوليو في كندا، تم إضافة ثلاث مدافع على الفاصل البحري غرب مدفع الساعة التاسعة. تم إطلاق النار سبع مرات من المدافع الثلاثة، بمجموع 21 طلقة.
لدى مدفع الساعة التاسعة حساب تويتر منذ أيار\مايو 2012، ويغرّد كلمة !BOOM كل يوم في الساعة التاسعة بتوقيت المحيط الهادئ.